# Tatiana Chadrina
Pour les articles homonymes, voir Chadrina.
Tatiana Vladimirovna Chadrina (en russe : Татьяна Владимировна Шадрина) est une joueuse d'échecs russe née le 20 avril 1974 à Kstovo. Elle a le titre de grand maître international féminin depuis 1999

## Biographie et carrière
Chadrina participa au championnat du monde d'échecs féminin en 2010. et battit Elina Danielian au premier tour et fut battue au deuxième tour par Dronavalli Harika.
Elle finit troisième ex æquo du championnat d'Europe d'échecs individuel féminin de 2006 (sixième au départage).
Elle finit quatrième-cinquième ex æquo du championnat de Russie d'échecs féminin de 2008.